# 大岡昇平
大岡 昇平（おおおか しょうへい、1909年（明治42年）3月6日 - 1988年（昭和63年）12月25日）は、日本の小説家、評論家、フランス文学の翻訳家・研究者。
東京牛込に生まれた。父は相場師で、社会的身分の変動が激しく、それが自我の目覚めを早熟にしたという。戦前はスタンダールを研究した。
フィリピンのミンドロ島での俘虜経験をもとにした『俘虜記』(1948年)で作家の地位を確立。『武蔵野夫人』(1950年)などの恋愛小説の秀作も書くが、その目は一貫して戦争に向けられていた。戦記文学『レイテ戦記』『野火』が代表作である。1972年に日本芸術院会員に推されたが、俘虜の経験を理由に辞退した。

## 経歴

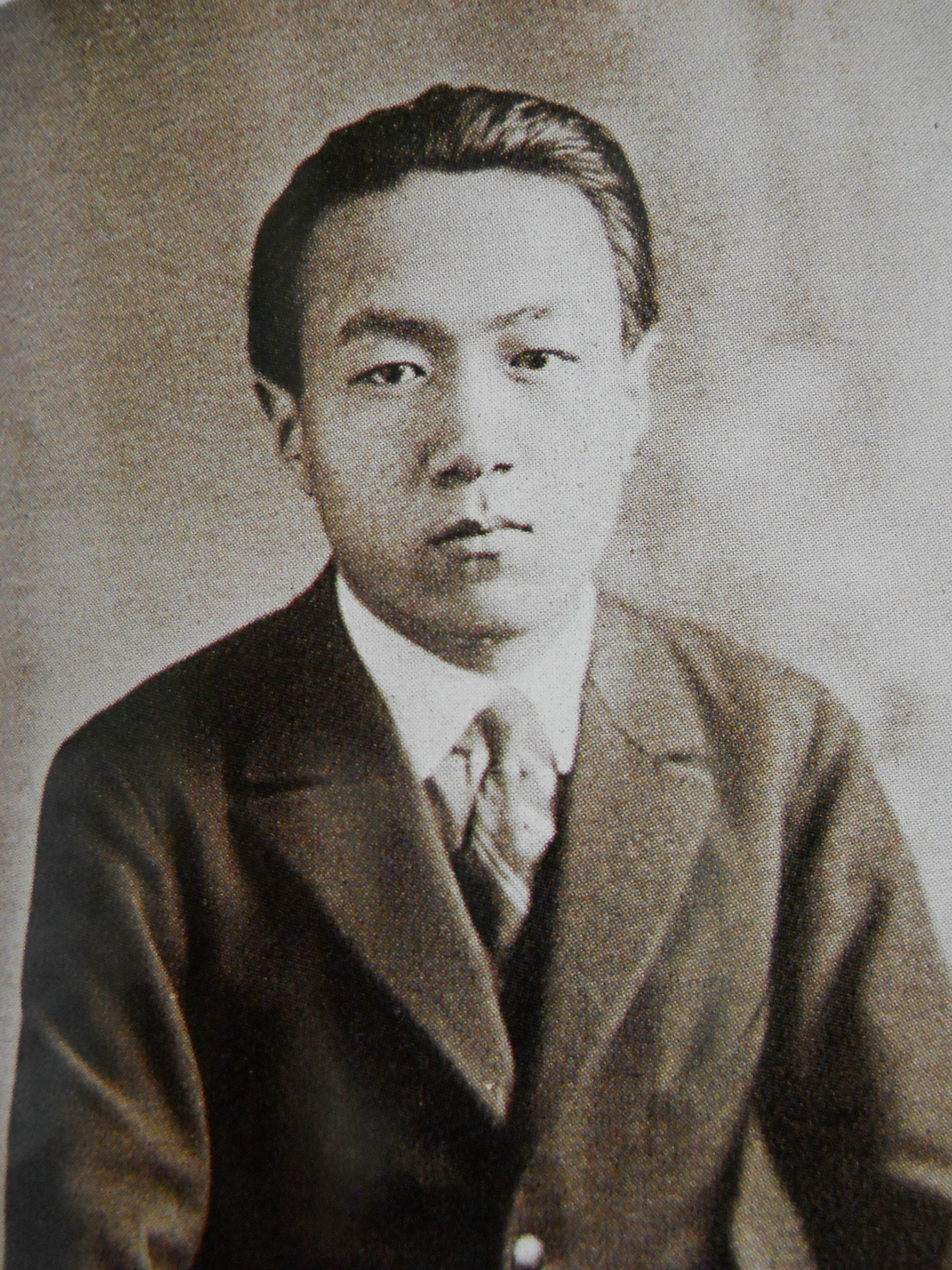
1929年、20歳頃の大岡

1909年（明治42年）3月6日、 東京市牛込区（現：新宿区）新小川町に父・貞三郎、母・つるの長男として生まれた。父貞三郎は和歌山市近郊の農家の三男で、昇平の生まれる前年上京して、兜町で株式仲買店に勤め、つるとの間には女児（大岡の5歳上の姉に当たる）がいた。一家には後に弟が2人生まれた。父の仕事の関係で家庭の経済状況には浮き沈みがあり、1912年（明治45年）春に麻布区笄町（現：港区南青山）に転居し、その後も数回渋谷近辺で転居を繰り返した。
大岡は読書が好きで、8歳ころから「立川文庫」や「日本少年」などを愛読していた。文学の道を歩んだのは従兄大岡洋吉の勧めがきっかけであり、1919年（大正8年）、「赤い鳥」に童謡『赤リボン』を投稿して入選を果たし、同年7月号に掲載された。北原白秋は『赤リボン』に対して「音楽的で面白い」という選評を寄せている。その後の大岡は熱心な投稿者となった。10歳ごろの大岡は原因不明の熱がもとで入院し、病床で雑誌や本を乱読したという。
1921年（大正10年）4月、府立一中受験に失敗した。青山学院中学部に入学、キリスト教の感化を受け、将来は牧師になろうと決意していた。秋、母・つるが芸妓だったことを知った。大岡の信仰心は、『新旧合本聖書』購入をめぐって父と対立したことや夏目漱石に惹かれたことで薄らいでいった。その後の大岡は、芥川龍之介やゲーテなどの文学や西田幾多郎の哲学書、マルクスなどの著書を読むようになった。
1925年（大正14年）12月に成城第二中学校4年に編入。富永次郎と友人になり、その兄・太郎（同年、24歳で病死）の作品を知った。同級に古谷綱武、安原喜弘、加藤英倫らがいた。また、山口二矢の実父である山口晋平も同級である。1926年（大正15年･昭和元年）4月、成城中学校が7年制の成城高等学校となったため、高等科文科乙類に進学。
1927年（昭和2年）9月、アテネ・フランセの夜学でフランス語を学ぶ。1928年（昭和3年）村井康男を通じて小林秀雄を紹介され、小林からフランス語の個人教授を受ける。詩人中原中也とも小林を通じて知り合った。
1929年（昭和4年）3月、成城高等学校を卒業した。同年4月、京都帝国大学文学部文学科に入学した。河上徹太郎や中原中也らと同人雑誌「白痴群」を創刊した。1930年（昭和5年）母・つるが46歳で死去した。翌1931年（昭和6年）には株の暴落が原因となって、父・貞三郎が全財産を失っている。
大岡は1932年（昭和7年）3月に京都帝国大学を卒業した。卒業論文はアンドレ・ジッドの『贋金つかい』であった。1933年（昭和8年）ころから、大岡はスタンダールへの傾倒を深めていった。
1934年（昭和9年）2月（4月説あり）、大岡は国民新聞社に入社したが、翌年2月に退社している。1937年（昭和12年）、父貞三郎が62歳で没した。同年10月、中原中也も死去した。1938年（昭和13年）10月、大岡は神戸の帝国酸素に翻訳係として入社した。1939年（昭和14年）翻訳書『スタンダアル』を刊行し、同年10月上村春枝と結婚した。1941年（昭和16年）2月に長女鞆絵、1943年（昭和18年）7月には長男貞一が誕生した。長男誕生と前後して、6月に帝国酸素を退社している。同年11月、川崎重工業に入社した。
1944年（昭和19年）3月、大岡は教育召集で、東部第二部隊に入営した。7月にフィリピンのマニラに到着。第百五師団大藪大隊、比島派遣威一〇六七二部隊に所属し、ミンドロ島警備のため、暗号手としてサンホセに赴いた。
1945年（昭和20年）1月、マラリアでこん睡状態に陥っていた大岡は米軍の捕虜になり、レイテ島タクロバンの俘虜病院に収容される。日本は8月に敗戦を迎え、同年12月に帰国し、家族の疎開先の兵庫県明石市大久保町に到着した。
1946年の4月末から5月末にかけて、『俘虜記』を執筆し、小林秀雄に見せた。この年の6月からのちの『野火』の原型となる『狂人日記』の執筆を始めた。この時期に新夕刊新聞社に入社したものの、翌月退社している。
1947年（昭和22年）、フランス映画輸出組合日本事務所 (SEF) 文芸部長に就任、字幕翻訳を手がける。1948年（昭和23年）1月に東京に行き、小金井に住んでいた富永次郎のもとに寄寓した。1949年（昭和24年）3月、『俘虜記』により横光利一賞を受賞した。同年4月、 明治大学文学部仏文学講師に就任。この時期に「鉢の木会」に参加している。
1952年（昭和27年）2月、『野火』を創元社より刊行、5月読売文学賞を受賞した。1953年2月、大磯町（神奈川県）に転居した。1961年（昭和36年）5月 、『花影』を中央公論社より刊行した。同年11月、『花影』により毎日出版文化賞、新潮社文学賞を受賞した。
1964年（昭和39年）3月、中国作家協会などの招きで亀井勝一郎、武田泰淳、由起しげ子などとともに中国を訪問した。1971年（昭和46年）9月に『レイテ戦記』を中央公論社より刊行した。同年11月に芸術院会員を辞退している。1969年（昭和44年）10月、世田谷区祖師谷（現:成城）に転居し、後に『成城だより』などを執筆した。
1972年（昭和47年）1月、『レイテ戦記』により毎日芸術賞を受賞した。1974年（昭和49年）1月に『中原中也』を角川書店より刊行した。同年11月『中原中也』で 野間文芸賞を受賞した。
1976年（昭和51年）1月、朝日文化賞を受賞した。1978年（昭和53年）3月、『事件』により日本推理作家協会賞を受賞した。
1988年（昭和63年）12月25日 - 順天堂大学医学部附属病院で脳梗塞のため死去。遺志により葬儀・告別式は行われなかった。翌年1月7日の昭和の終焉直前になくなった。死後の1989年（平成元年）2月に『小説家夏目漱石』により読売文学賞を受賞している。同年10月に遺稿『昭和末』が出版された。

## 人物像・逸話

### 旺盛な好奇心

自宅書斎における大岡

今日では『俘虜記』『レイテ戦記』といった戦争ものが最もよく知られるが、創作のバックボーンであった仏文学にとどまらず、幅広い分野に強い関心を抱き続け、文壇を代表するディレッタントだった。手がけた作品のジャンルも多様である。
推理小説の愛読者でもあり、1950年代には海外推理小説『赤毛のレッドメーン』（イーデン・フィルポッツ作）や『すねた娘』（E・S・ガードナー作）を翻訳、自らも推理小説を執筆して、とりわけ『若草物語』の題で連載し、後に『事件』と改題した作品は日本推理作家協会賞を受賞し、映画やテレビドラマになるなど、高い評価を受けている。

開館直後の日生劇場 ベルリン・ドイツオペラにおける大岡昇平。

『武蔵野夫人』は『ボヴァリー夫人』に倣って書いた姦通小説で、ベストセラーとなったが、1980年代、ポルノ小説にこの題が使われたため抗議した。
また、河上徹太郎、小林秀雄らの愛人で、白洲正子の友人だった坂本睦子を8年あまり自らも愛人とし、妻の自殺未遂騒ぎを何度か経たのちに睦子と別れたが、その翌年、睦子が自殺。その後、彼女をモデルに『花影』を書き、新潮社文学賞と毎日出版文化賞を受賞した。しかし高見順は、肝心の大岡自身の苦悩が描かれていないと批判、白洲正子も睦子が描かれていないと大岡の死後批判している。この小説は睦子を救えなかった青山二郎を指弾するものではないかという解釈があるが、大岡自身は、限定版『花影』のあとがきにおいて「ヒロインはその生れと性情の自然の結果として自殺するのですが、そのきっかけは、彼女の保護者で、父代わりである高島が黄瀬戸の盃を二重売りして、彼女を裏切ったためでした。（中略）あとは私が作った物語ですが、もし高島にモデルがあるなら、私の想像はその人を傷つけることになるでしょう」と述べているだけで、大岡自身が青山二郎を指弾する目的で書いたと言及しているわけではない。
後述のように歴史小説を巡って多くの論争を引き起こしたが、自身でも『将門記』『天誅組』などの歴史小説を書いた。これらは、事実に対して強いこだわりを持っていた大岡らしく、小説というより史伝に近いものである。
また、若い頃から演劇にも関心を示し続け、舞台「赤と黒」の台本を書いたりした。しかしこの際、演出の菊田一夫と対立し、初演を愛知での「レイテ同生会」への出席を理由に欠席した。また後年、仲代達矢の演じる「ハムレット」には、「未熟」との厳しい評価を下している。
好奇心の対象は芸術の外にも及び、50歳を過ぎて本格的に始めたゴルフにのめりこんだ挙句、『アマチュアゴルフ』なるゴルフ指南書を出版したほどである。なお、腕前はハンディ22。
囲碁についても趣味としており、アマチュア有段者の腕前で、昭和30年代の文壇本因坊戦に参加していた。
旺盛な好奇心は晩年になっても変わらず、1980年（昭和55年）から『文学界』に約5年間『成城だより』を、二回の中断をはさみ連載。この中では、記号論や不完全性定理、さらに漫画（萩尾望都、高野文子、「じゃりン子チエ」など）、ロック（村八分、ザ・クラッシュ、ジミ・ヘンドリックス、ドアーズなど）、ポップス（中島みゆき、アバなど。当人は「残念ながら、音楽は洋楽種の方がいいようなり」と述べている）、映画（フィリピンをロケ地とした地獄の黙示録など）などに言及した。これらのセレクトには、長男の貞一の影響が大きい。またYMOの坂本龍一が自分の担当編集者であった坂本一亀の息子であることを知り、「『げっ』と驚くのはこっちなり」とも述べるまでの若々しい関心を示す様が、カリスマ的な人気を呼んだ。

### 論争家
「ケンカ大岡」と呼ばれるほどの文壇有数の論争家であり、言動が物議を醸すことも少なくなかった。井上靖の『蒼き狼』を史実を改変するものとして批判し、歴史小説をめぐって論争となった。同じく史実を改変するものとして、海音寺潮五郎の『二本の銀杏』や『悪人列伝』等を批判し、これに反論する海音寺と『群像』1962年（昭和37年）8月号上で論争した。松本清張の『日本の黒い霧』等の作品を謀略史観に基づくものとして批判したり、中原中也の評価について、篠田一士と論争したこともあった。
また江藤淳の『漱石とアーサー王伝説』に対しても資料の扱い方などの点で厳しく批判し、また森鷗外の『堺事件』は明治政府に都合のいいように事実を捻じ曲げていると批判し、国文学者尾形仂と論争になった。そして自身で『堺港攘夷始末』の連載を始めたが、その中で鴎外が依拠した資料に既にゆがみがあったことが明らかになった。本作が未完のまま大岡は急逝し、ほぼ9割は完成していたため、中央公論社から刊行された（のち中公文庫に収録）。

### 賞を巡って
『レイテ戦記』は日本の代表的な戦記といえるが、野間文芸賞を辞退した。これは選考委員の舟橋聖一との軋轢による。のち『中原中也』で同賞を受賞するが、選評で舟橋は難癖をつけた。
1972年（昭和47年）、日本芸術院会員に選ばれたが「捕虜になった過去があるから」と言って辞退した。この記者会見の席にいた加賀乙彦によると、記者が帰った後に大岡は「うまいだろ」と言って舌をぺろりと出したという。皮肉をこめた国家への抵抗との見方もある。しかし最晩年に昭和天皇の重態に際して「おいたわしい」と書いた（どちらも波紋を呼んだが、ともにウラを読まなければ普通の発言という見方もできる）。

## 受賞歴
- 1949年『俘虜記』で横光利一賞
- 1952年『野火』で読売文学賞
- 1961年『花影』で毎日出版文化賞、新潮社文学賞
- 1972年『レイテ戦記』で毎日芸術賞
- 1974年『中原中也』で野間文芸賞
- 1976年『全集』刊行ほかで1975年度朝日文化賞
- 1978年『事件』で日本推理作家協会賞
- 1989年『小説家夏目漱石』で読売文学賞（歿後）

## 家族・親族

### 大岡家

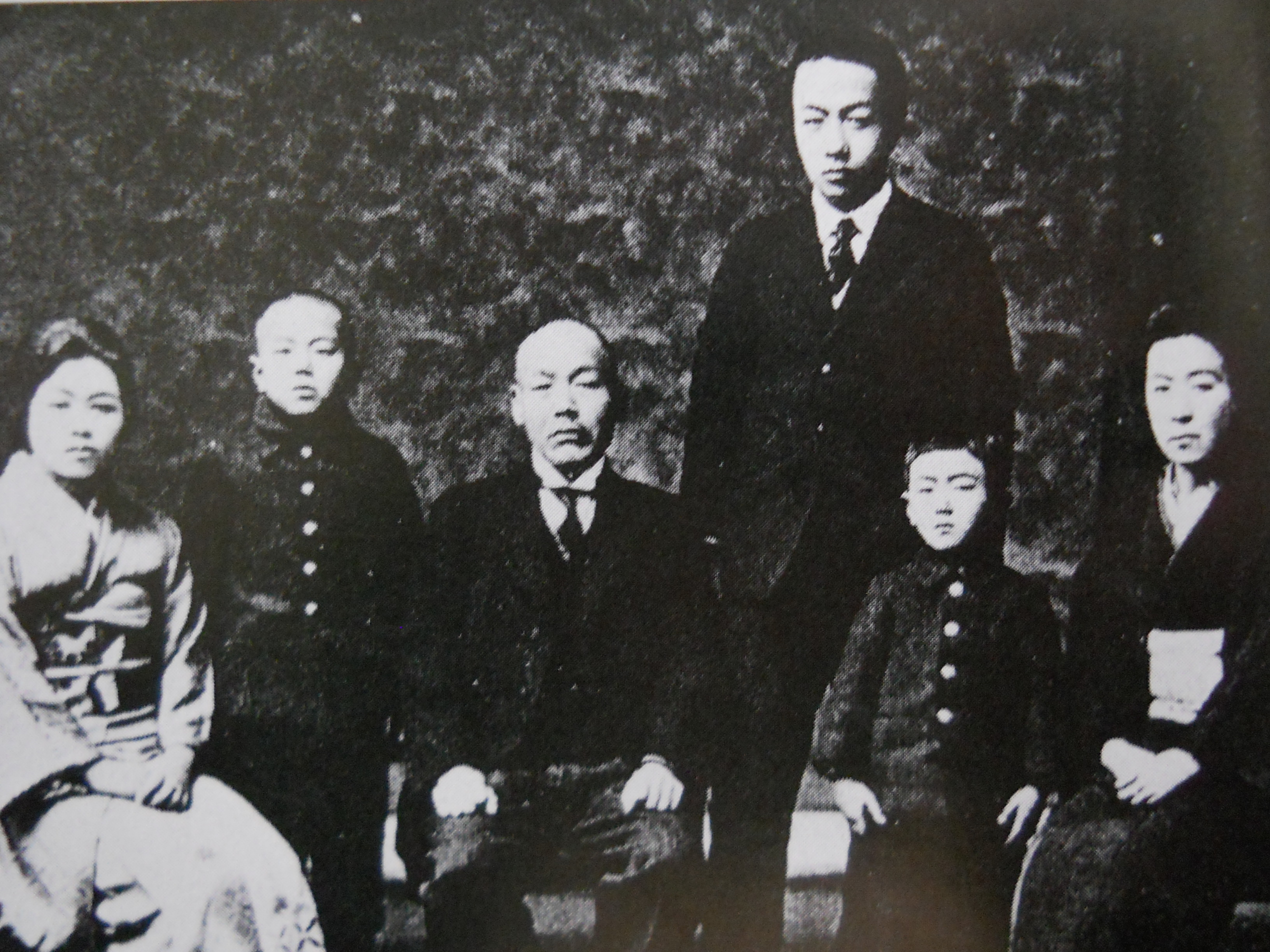
1922年（大正11年）左より、姉文子、弟辰弥、父貞三郎、昇平、弟保、母つる

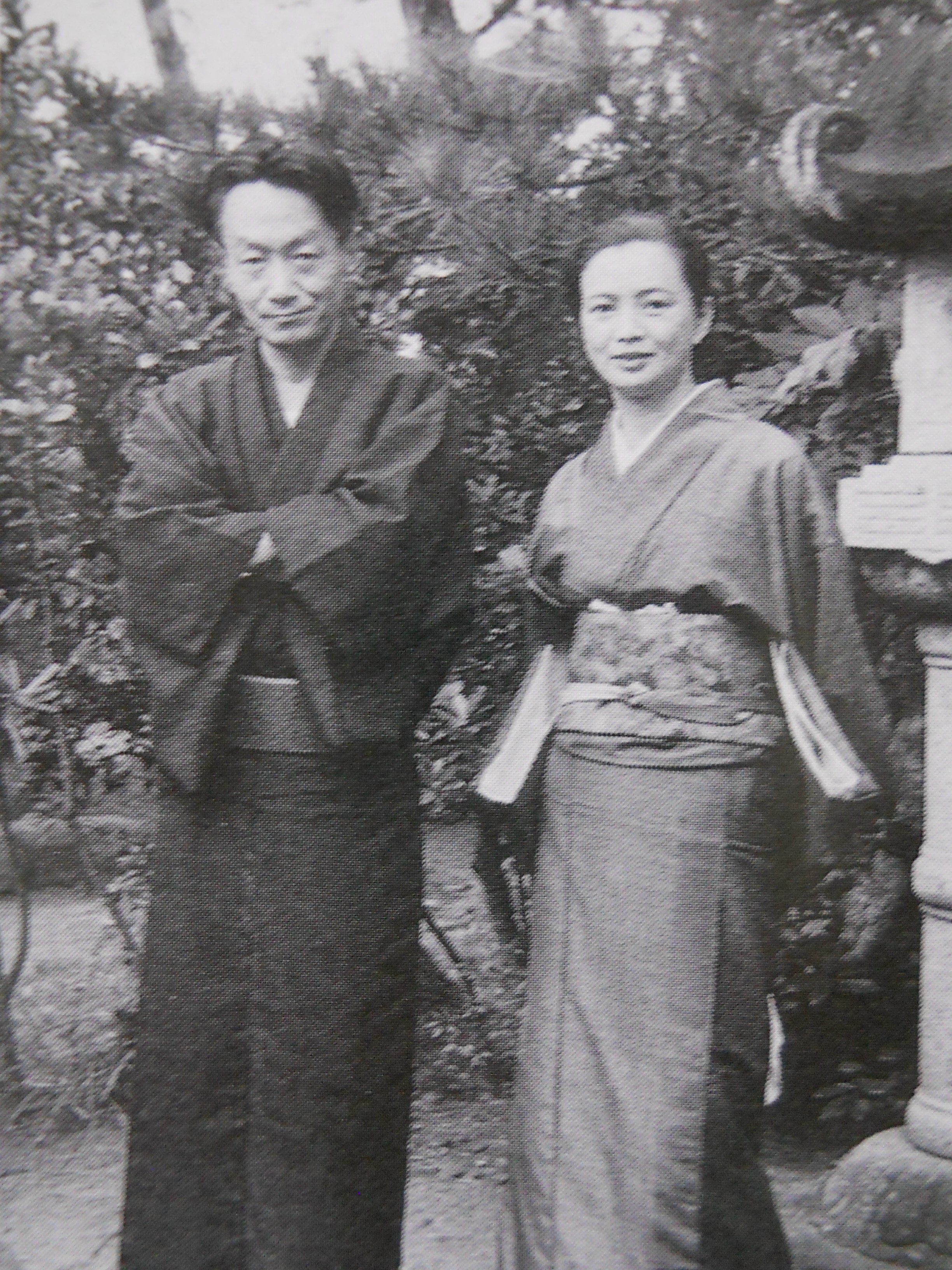
昭和28年（1953年）10月、神奈川・大磯の自宅庭にて、妻・春枝と

（和歌山市、東京都）
家系
大岡家の家紋は「瑞籬」で、大岡忠相（越前守）を出した三河の大岡氏と同紋である。頼宣が駿河にいた頃からの家臣で、元和5年（1619年）和歌山移封にいっしょに随いて来たが、後、帰農したと伝える。
大岡家には系図はないが、菩提寺の松島聞光寺の過去帳は寛文8年から始っている。
『南紀徳川史』第八巻に曽祖父大岡利兵衛が、天保12年（1841年）金20両を献金して、｢地士（郷士）｣に取り立てられたてられたとの記事（「松島新田村、年頭お目見得の節のしめ者、天保十二年、地士に、大岡利兵衛」）がある。なお年頭御目見得節慰斗目着用御免｣は献金地士の中で一番安い口で、｢代々同断が｣40両、御代官支配がこれと同額、勘定奉行支配が70両｢平地士｣100両以上である。
祖父弥膳は三十町持ちの地主で、陸奥宗光の有力な後援者であり、鷺宮の本願寺別院の檀家総代だった。弥膳は｢利兵衛の代には二町しかなかった田地を、自分の代に三十町にした｣と威張っていたという。弥膳は明治22年（1889年）和歌山県海草郡四箇郷村の初代村長、20年代の未詳の年に郡会議員となった。
祖母ゆうは那賀郡畑毛の地主吉村家の出身で、当主角次郎は貴族院多額納税者議員、父貞三郎の従兄に当たる友之進も貴族院議員で、吉村製糸社長だった。
家庭
- 妻・春枝（旧姓上村）
- 長女・鞆絵（児童文学者）
- 長男・貞一

### 高村家
（和歌山市）
母の実家高村家は和歌山市の商家だった。高村家の戸籍は混乱している。
祖母くには安政5年（1858年）生まれ、大叔母友枝は明治6年（1873年）生まれで16も年が違う。戸籍上は姉妹になっているが、実は親子だといううわさがあった。しかし友枝が昭和27年（1952年）死亡するまで身辺に付添っていた姉は、そのうわさを否定している。
曽祖父高村平助は和歌山市の湊方面のかなりの材木商いだったそうだが、明治10年代（1877年-1886年）に没落した。
くにと友枝の姉妹は芸事で身を立てることになった。くには料亭の仲居に、友枝は芸妓になった。くにには明治17年（1884年）私生児として、母つるを生んだほかに子はない。戸籍上は妹になっている。そのうち友枝が和歌山市内のある工業会社の社長の庇護を受けて丸の内十一番丁に置屋兼お茶屋「明月」を出し、くにとつるを養った。母はやがてそこから内娘として出た。
大岡昇平によれば〔私は「明月」がただの料理屋ではなく講談や時代小説にあるような芸妓屋であることを疑うことができなくなったのである。“大将、大将”といって卑（いや）しく男を取巻く慣習を、初枝さんだけでなく、祖母が持っているのである。…私はそのような卑（いや）しい母から生れたことを情なく思った。〕という。
父と馴染んで姉文子を生んだのは、明治37年（1904年）で、20歳の時である。父と母の結婚上京は姉を認知した明治40年（1907年）の末か明治41年（1908年）の初め、やがて昇平を妊娠することによって母は正式に入籍し、姉文子も嫡出子の資格を得る。入籍は昇平の生まれる3ヶ月前の明治41年（1908年）12月である。

## 著作
- 『俘虜記』（創元社、1948）のち新潮文庫、角川文庫、講談社文庫
- 『サンホセの聖母』（作品社、1950）のち角川文庫
- 『武蔵野夫人』新潮社（1950）のち新潮文庫
- 『来宮心中』（新潮社、1951）のち集英社文庫
- 『妻』（池田書店、1951）「妻・母」角川文庫
- 『野火』(1952) のち新潮文庫、角川文庫
- 『母』（文藝春秋新社、1952）
- 『詩と小説の間』（創元社、1952）
- 『わが師 わが友』（創元社、1953）、のち新編「文学の運命」講談社文芸文庫
- 『化粧』（新潮社、1954）
- 『酸素』（新潮社、1955）のち新潮文庫
- 『振分け髪』（河出書房、1955）、新編「疑惑 推理小説傑作選」河出文庫
- 『ザルツブルクの小枝』（新潮社、1956）のち中公文庫
- 『雌花』（新潮社、1957）
- 『作家の日記』（新潮社、1958）
- 『朝の歌 中原中也伝』（角川書店、1958、改訂版1967）
- 『夜の触手』（光文社カッパ・ブックス、1960）のち集英社文庫
- 『扉のかげの男』（新潮社、1960）
- 『真昼の歩行者』（角川書店、1960）
- 『アマチュアゴルフ』（アサヒゴルフ出版局、1961）のち潮文庫
- 『花影』（中央公論社、1961）のち新潮文庫、講談社文芸文庫
- 『常識的文学論』（講談社、1962）のち講談社文芸文庫（新編）
- 『逆杉』（新潮社、1962）
- 『現代小説作法』（文藝春秋新社、1962）のち第三文明社〈レグルス文庫〉、ちくま学芸文庫
- 『文壇論争術』（雪華社、1962）
- 『歌と死と空』（光文社、1962）のち中公文庫
- 『文学的ソヴィエト紀行』（講談社、1963）
- 『将門記』（中央公論社、1966）のち文庫
- 『遥かなる団地』（講談社、1967）
- 『在りし日の歌』（角川書店、1967）のち文庫
- 『昭和文学への証言』（文藝春秋、1969）
- 『ミンドロ島ふたたび』（中央公論社、1969）のち文庫（改版2016）
- 『愛について』（新潮社、1970）のち文庫、講談社文芸文庫
- 『母六夜』（新潮社、1971）のち集英社文庫
- 『レイテ戦記』（全3巻、中央公論社、1971 のち文庫・新編全4巻、2018）
- 『コルシカ紀行』（中公新書、1972）
- 『私自身への証言』（中央公論社、1972）
- 『凍った炎』（講談社、1972）のち文庫 - メリメを論ず
- 『幼年』（潮出版社、1973）のち文春文庫、講談社文芸文庫
- 『萌野』（講談社、1973）のち文庫
- 『作家と作品の間』（第三文明社、1973）
- 『わがスタンダール』（立風書房、1973）のち講談社文芸文庫（新編）
- 『中原中也』（角川書店、1974）のち角川文庫、講談社文芸文庫（新編）
- 『天誅組』（講談社、1974）のち講談社文庫、文芸文庫
- 『歴史小説の問題』（文藝春秋、1974）のち新編「歴史小説論」岩波同時代ライブラリー
- 『富永太郎』（中央公論社、1974）
- 『富永太郎と中原中也』（第三文明社〈レグルス文庫〉、1975）
- 『少年』（筑摩書房、1975）のち新潮文庫、講談社文芸文庫
- 『文学における虚と実』（講談社、1976）- ※「堺事件」、「漱石とアーサー王伝説」論争などの評論を収める
- 『わが美的洗脳』（番町書房、1976）のち講談社文芸文庫
- 『桜と銀杏』（毎日新聞社、1976）
- 『ゴルフ酒旅』（番町書房、1976）のち中公文庫
- 『ある補充兵の戦い』（現代史出版会、1977）のち徳間文庫、岩波現代文庫
- 『戦争』（九芸出版、1978）のち「わが復員 わが戦後」徳間文庫（新編）、岩波現代文庫
- 『事件』（新潮社、1977）のち文庫、双葉文庫、創元推理文庫
- 『無罪』（新潮社、1978）のち文庫、小学館文庫
- 『雲の肖像』（新潮社、1979）のち文庫
- 『最初の目撃者』（集英社、1979）のち文庫
- 『ハムレット日記』（新潮社、1980）のち新編「野火・ハムレット日記」岩波文庫
- 『成城だより』（文藝春秋（全3巻）、1981-86）のち講談社文芸文庫（上下）、中公文庫（全3巻）、2019
- 『青い光』（新潮社、1981）のち文庫
- 『ながい旅』（新潮社、1982）のち文庫、角川文庫
- 『生と歌 中原中也その後』（角川書店、1982）
- 『姦通の記号学』（文藝春秋、1984）
- 『ルイズ・ブルックスと「ルル」』（中央公論社、1984）[37]
- 『証言その時々』（筑摩書房、1987）、講談社学術文庫、2014
- 『小説家 夏目漱石』（筑摩書房、1988）、ちくま学芸文庫、1992
- 『大岡昇平音楽論集』（深夜叢書社、1989）
- 『堺港攘夷始末』（中央公論社、1989）、中公文庫、1992、改版2004
- 『昭和末』（岩波書店、1989、大江健三郎解説）
- 『日本文学全集18 大岡昇平』（池澤夏樹編、河出書房新社 2016）
- 『大岡昇平 歴史小説集成』（中公文庫、2017.1）、「将門記」など全10篇
- 『小林秀雄』（中公文庫、2018.11）、文庫新編、解説山城むつみ

### 共著
- 『戦争と文学と－大岡昇平対談集』（中央公論社、1972、文春学藝ライブラリー（新編）、2015）
- 『作家の体験と創造 大岡昇平対談集』（潮出版社、1974）
- 『わが文学生活』（中央公論社、1975）- インタビュー集、のち文庫
- 『二つの同時代史』（埴谷雄高と対談、岩波書店、1984）、のち岩波現代文庫
- 『平塚らいてうと日本の近代』（丸岡秀子と対談、岩波書店〈岩波ブックレット〉、1986）

### 全集
- 『大岡昇平全集』中央公論社（全16巻）、1973～1976
- 『大岡昇平集』岩波書店（全18巻）、1982～1984
- 決定版『大岡昇平全集』筑摩書房（全23巻・別巻1）、1994～2003

## 翻訳
- 『スタンダアル』（アラン、創元社 1939年）
- 『ハイドン』（スタンダアル、創元社 1941年）、音楽之友社 1965年
- 『スタンダール伝』（アルベール・ティボーデ、青木書店 1942年）
- 『スタンダール論』（バルザック、小学館 1944年）
- 『小説論 - パルムの僧院をめぐって』（バルザック / スタンダール、創元社 1947年、のち改題『小説について』（創元文庫 1951年）
- 『パルムの僧院』（スタンダール、思索社 1948年）、新潮文庫（上・下） 1951年、のち改版
- 『恋愛論』上・下（スタンダール、創元選書 1948年）、新潮文庫 1956年、のち改版
- 『恋愛論ノート』（スタンダール、小山書店 1949年）
- 『ユリアンの旅』（アンドレ・ジイド、「ユリアンの旅 他一篇」新潮文庫 1952年）、ほか「全集」新潮社
- 『赤毛のレッドメーン』（イーデン・フィルポッツ、東京創元社 世界推理小説全集 1956年）、創元推理文庫 1959年
- 『クラクラの日記』（ベッケル、人文書院 1956年）
- 『すねた娘』（E・S・ガードナー、東京創元社 世界推理小説全集 1957年）、創元推理文庫 1959年
- 『赤と黒 - 19世紀年代記』（スタンダール、古屋健三共訳、講談社、世界文学全集 1971年）、のち新版 1974年。講談社文庫 1972年

## 関連人物
- 中村光夫
- 三島由紀夫
- 福田恆存
- 吉田健一 (英文学者)
- 埴谷雄高
- 平野謙 (評論家)
- 武田泰淳
- 三好達治
- 大江健三郎
- 天野太郎

## 作家論集（没後）
- 『大岡昇平の世界』岩波書店、1989年
- 『大岡昇平 群像日本の作家19』小学館、1992年
- 『大岡昇平の仕事』中野孝次編、岩波書店、1997年
- 菅野昭正『小説家大岡昇平』筑摩書房、2014年
- 川西政明『大岡昇平 文学の軌跡』河出書房新社、2016年
- 湯川豊『大岡昇平の時代』河出書房新社、2019年

## コレクション
- 神奈川近代文学館では1996年（平成８年）に「大岡昇平展」を開催した時[38]、成城の自宅にあった執筆のための資料、図書など6000点を超える資料を大岡昇平夫人から寄贈され保管している。代表作の原稿、草稿類約160点その他自筆資料。戦争、歴史、地誌、スタンダール、フランス文学関係など原書多数を含む貴重な資料で文学館では「大岡昇平文庫」として保管[39]。2020年（令和2年）にも「大岡昇平の世界展」を開催している[40]。
- 水戸市立東部図書館では1989年遺族より寄贈されたレコード876点、カセット３点、図書195冊を「大岡昇平コレクション」として所蔵[41]。
- 大磯町立図書館では大岡夫人から寄贈された大岡昇平氏の自身の著作本、その他推理小説などを531点「大岡文庫」として所蔵[42]。

### 主な参考文献
- 大岡昇平『少年─ある自伝の試み』 筑摩書房、1975年
- 『新潮日本文学アルバム67 大岡昇平』 樋口覚解説、新潮社、1995年
- 『一九〇九年生まれの作家たち』 北九州市立松本清張記念館、2009年
- 『大岡昇平 群像日本の作家19』 小学館、1992年
- 『大岡昇平の仕事』 中野孝次編、岩波書店、1997年
- 『大岡昇平展』 神奈川近代文学館、1996年
- 『大岡昇平の世界展』 神奈川近代文学館、2020年